# Dlouhopolsko
Dlouhopolsko är en ort i Tjeckien.   Den ligger i regionen Mellersta Böhmen, i den centrala delen av landet, 60 km öster om huvudstaden Prag. Dlouhopolsko ligger 234 meter över havet och antalet invånare är 226.
Terrängen runt Dlouhopolsko är platt. Runt Dlouhopolsko är det ganska glesbefolkat, med 34 invånare per kvadratkilometer. Närmaste större samhälle är Kolín, 18,0 km söder om Dlouhopolsko. Trakten runt Dlouhopolsko består till största delen av jordbruksmark.